# یان د بری

دی بری و همسرش به عنوان اولیس و پنه لوپه, ۱۶۶۸

یان د بری (به هلندی: Jan de Bray) (تولد: حدود ۱۶۲۷ - مرگ: ۴ آوریل ۱۶۹۷)، نقاش عصر طلایی نقاشی هلند بود. وی تا ۶۰ سالگی در هارلم زندگی و کار کرد، وقتی که ورشکست شد، به آمستردام نقل مکان نمود.

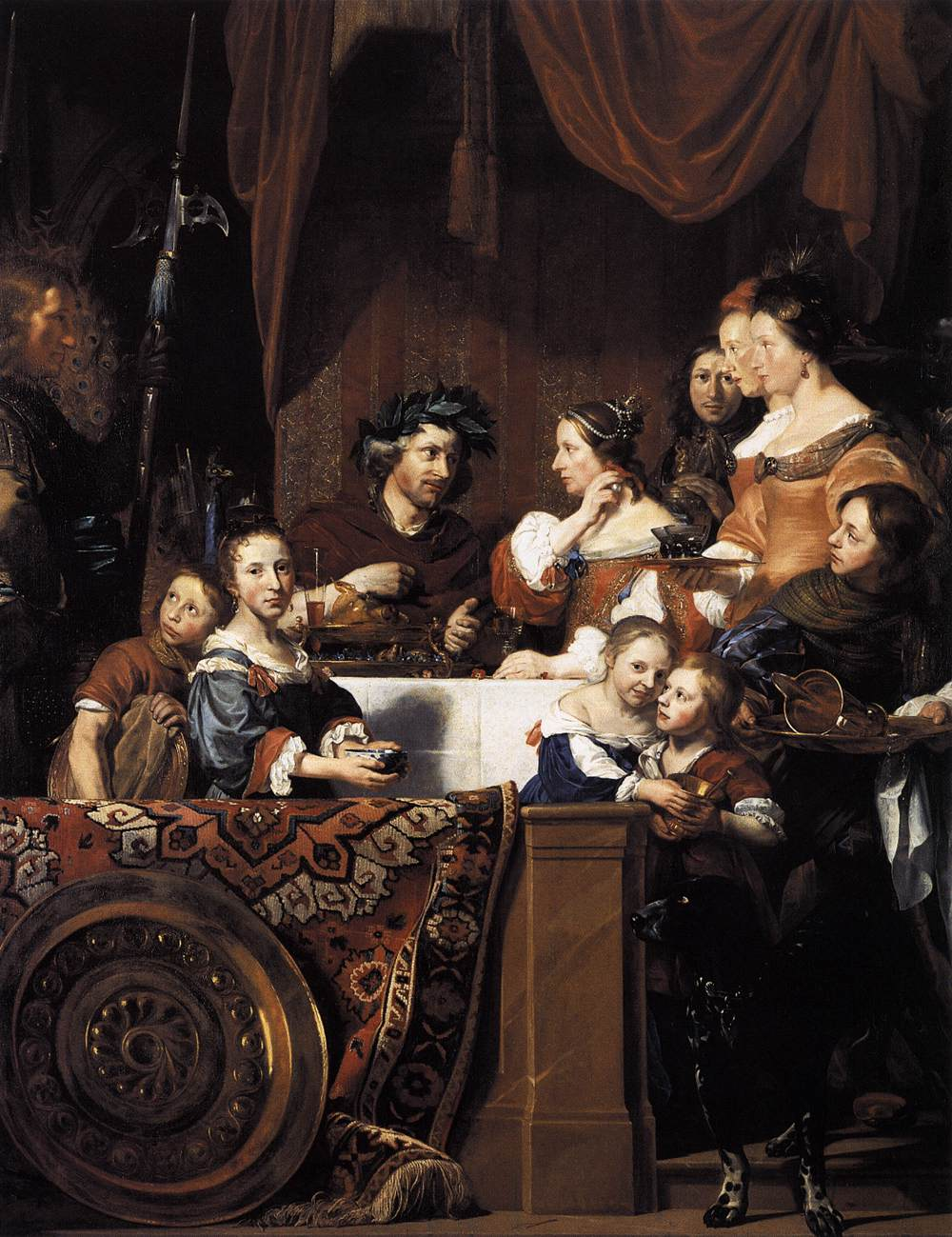
در پرتره خانوادگی او که ضیافت آنتونی و کلئوپاترا را در لحظه ای نشان می‌دهد که کلئوپاترا گوشواره خود را در شراب می‌گذارد، یان به حالت ایستاده در سمت چپ نشان داده شده‌است. در نسخه قبلی، پسران به دنبال پدر می‌گردند و در این نسخه، برادران (همه از مرحوم به جز دیرک) به جان نگاه می‌کنند.

یان د بری تحت تأثیر پدرش سالومون د بای و پرتره‌های بارتولومئوس فن در هلست قرار گرفت. آثار د بری عمدتاً پرتره، اغلب به صورت گروهی و نقاشی تاریخی هستند. وی در تلفیق دو ژانر در تاریخ پرتره، پرتره‌های شخصیت‌های تاریخی با استفاده از چهره‌های معاصر، از جمله خود و خانواده اش، تخصص داشت. از جمله بهترین کارهای وی می‌توان به دو نسخه ضیافت کلئوپاترا اشاره کرد که از خانواده خود از جمله خودش به عنوان مدل استفاده می‌کند (کلکسیون سلطنتی، ۱۶۵۲ و موزه هنر کورییر، نیوهمپشایر، ۱۶۶۹) نسخه دوم دارای پاتوس و گیرندگی عالی است، زیرا بیشتر کسانی که به تصویر کشیده شده بودند در طاعون ۴–۱۶۶۳ مرده بودند.

## زندگی‌نامه
یان د بری در هارلم متولد شد. به گفته هوبراکن او مشهورترین شاگرد پدرش، معمار و شاعر سالومون د برای بود. هوبراکن جان را «مروارید تاج هارلم» نامید.

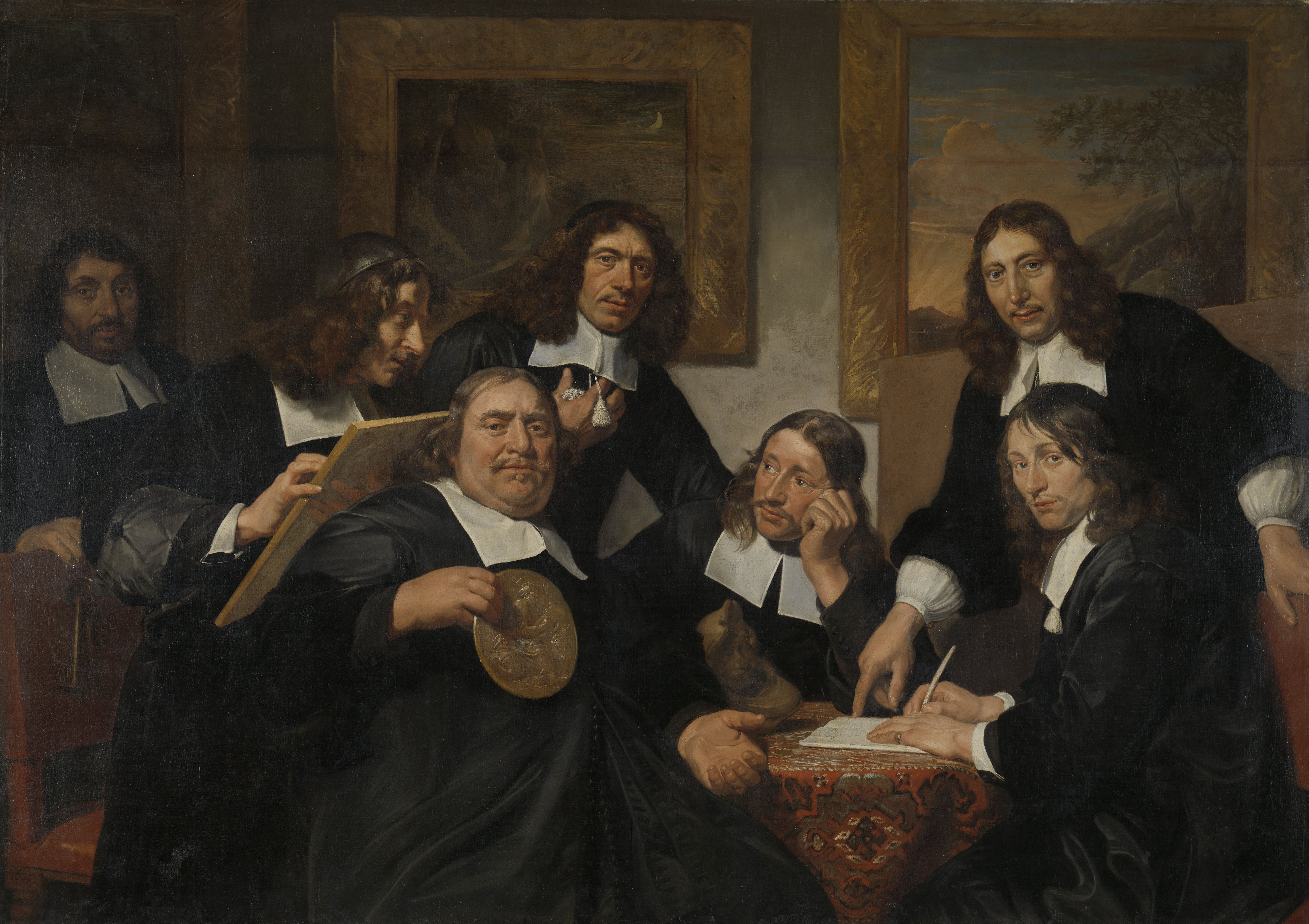
صنف نقاشان در سال ۱۶۷۵. عکس شخصی از یان د برای دومین عکس از سمت چپ است و برادرش دیرک د برای در سمت راست بالا ایستاده‌است.

او بیشتر وقت خود را در کار در هارلم گذراند، جایی که سال‌ها رئیس انجمن هارلم سنت لوک بود. برادرش دیرک د برای نقاش گل‌ها بود که بعداً در صومعه گئسدونک نزدیک گخ راهب شد. برادرش یوزف نیز نقاش بود.
د بری در هنگام شیوع طاعون در هارلم در سال ۱۶۶۴ از بیشتر اعضای خانواده اش جان سالم به در برد. وی پدر، برادرش یوزف و سه خواهر و برادر دیگر خود را در طی دو ماه از دست داد. همسران وی - ماریا ون هیس که با او در ۲۱ اکتبر ۱۶۸۸ ازدواج کرد، مارگارتا دو میر که در سال ۱۶۷۲ با او ازدواج کرد و ویکتوریا استالپرت ون در ویلن که با او در ۳۰ ژانویه ۱۶۷۸ ازدواج کرد، هرکدام قبل از او درگذشتند. ویکتوریا اندکی پس از به دنیا آوردن پسرشان، یوهان لوکاس از دنیا رفت. در سال ۱۶۸۹ وی به عنوان یک شهروند هارلم ورشکسته اعلام شد و به آمستردام نقل مکان کرد و در آنجا درگذشت، اگرچه در هارلم دفن شد.

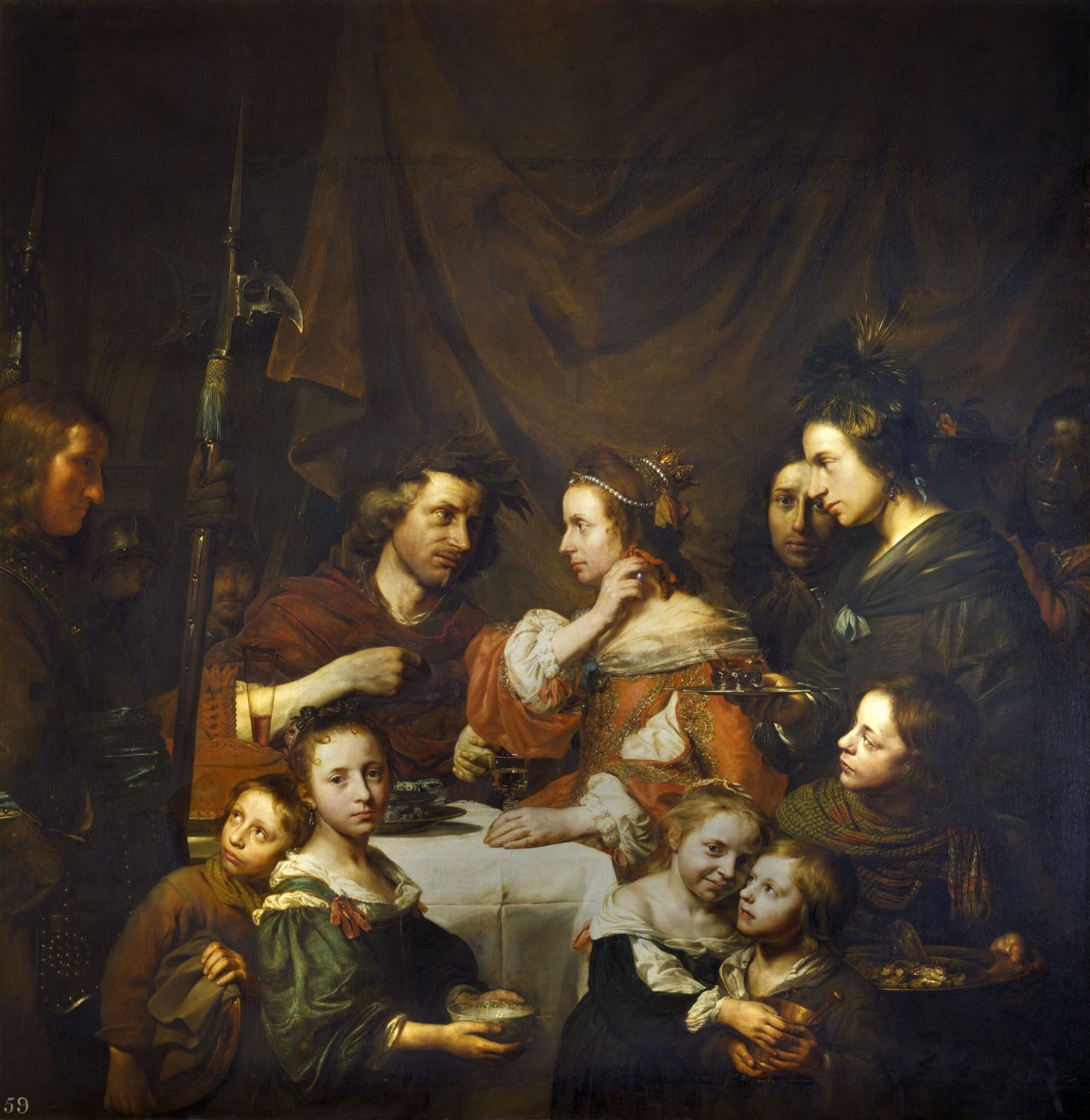
کلئوپاترا مروارید را در شراب می‌گذارد ، مجموعه سلطنتی ، ۱۶۵۲ (نسخه اول)
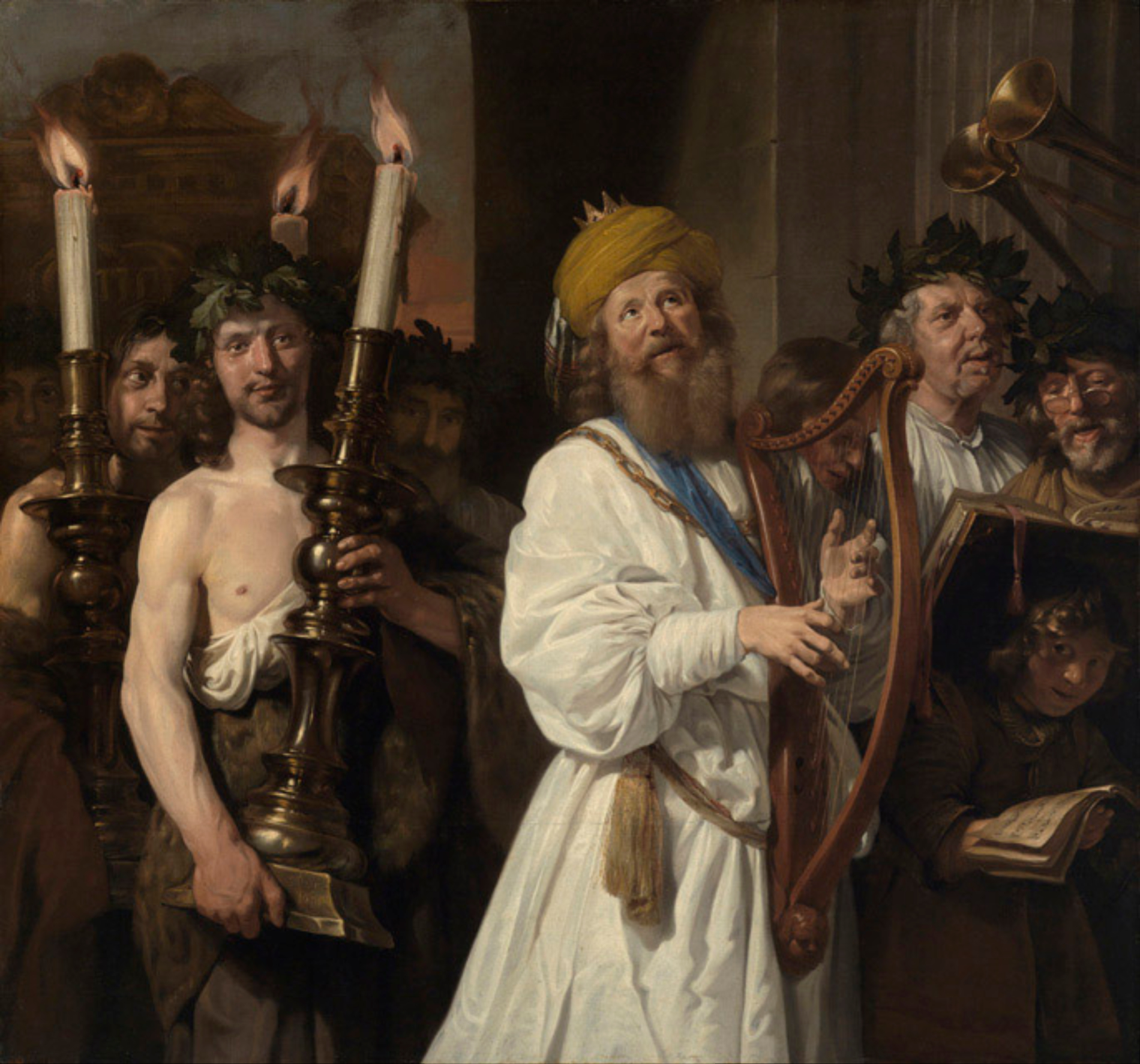
"داوود و صندوق میثاق" ، ۱۶۷۰
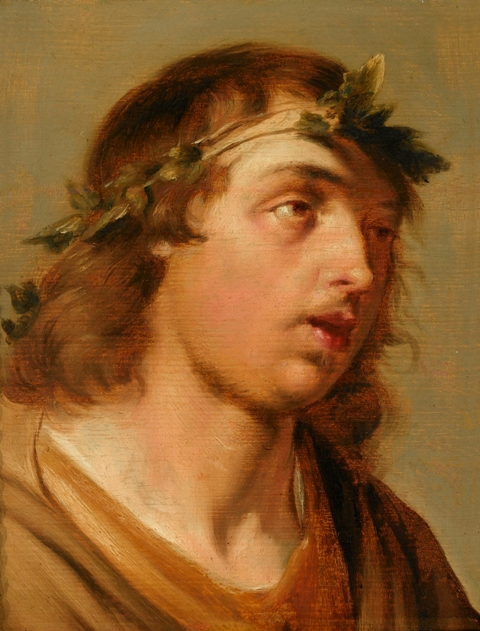
باکوس,  ، ضربات قلم مو سست را نشان می‌دهد
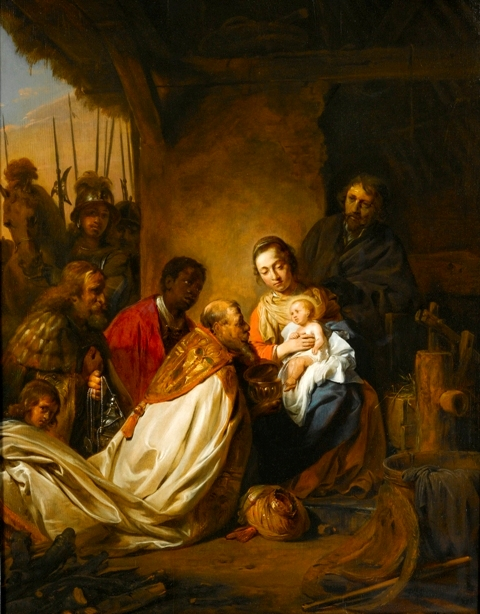
ستایش مجی, یک  نقاشی روی چوب  تیپیکال که در بالا و پشت محراب کلیسا قرار دارد.
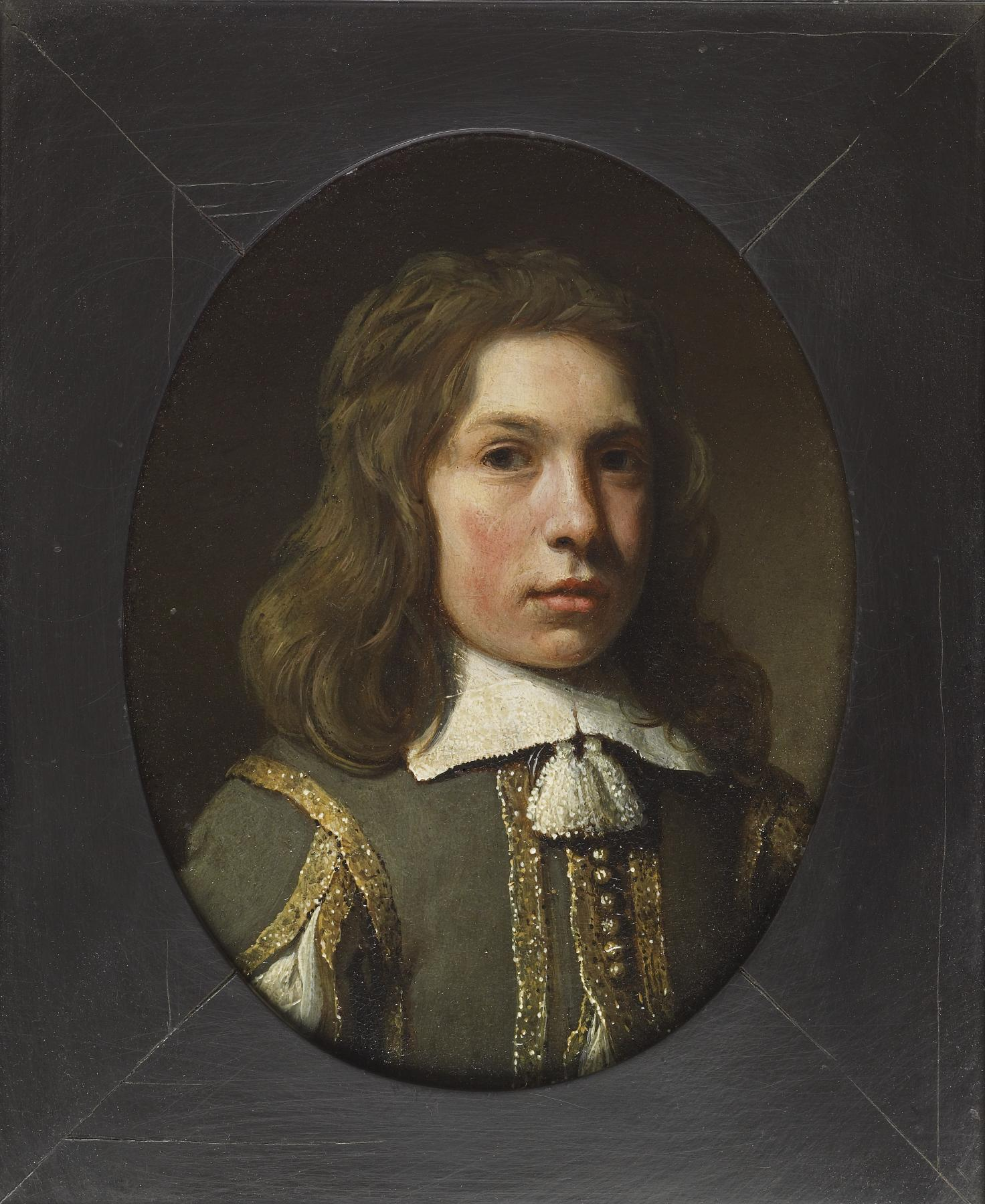
سر یک پسر. موزه هنری والترز.